# Gagea glacialis
Gagea glacialis är en liljeväxtart som beskrevs av Karl Heinrich Koch. Gagea glacialis ingår i Vårlökssläktet och i familjen liljeväxter. Inga underarter finns listade.